# 馬拉若文化

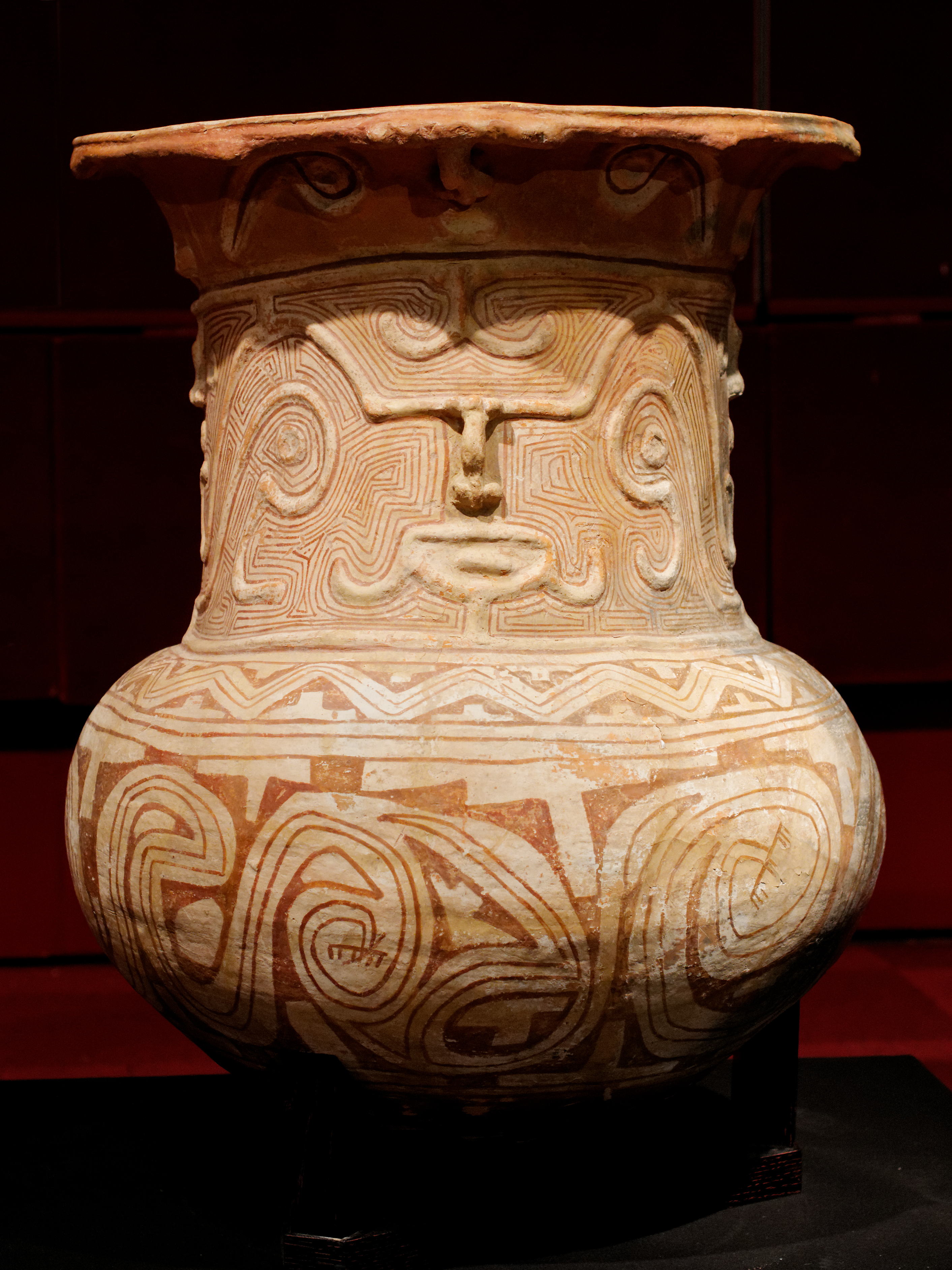
馬拉若文化的骨灰甕

馬拉若文化是指前哥倫布時期巴西北部亚马逊河河口馬拉若島境內出現的文化。查尔斯·曼恩表示，馬拉若文化的繁榮期為公元800年至1400年期間。 研究人员表示，早在公元前1000年，馬拉若島上就有人类活动。馬拉若文化似乎一直延续至歐洲人殖民巴西時期。